# Liste der Biografien/Osz
Liste der Biografien |
Portal Biografien |
Personensuche
# |
A |
B |
C |
D |
E |
F |
G |
H |
I |
J |
K |
L |
M |
N |
O |
P |
Q |
R |
S |
T |
U |
V |
W |
X |
Y |
Z |
?
 
Oa |
Ob |
Oc |
Od |
Oe |
Of |
Og |
Oh |
Oi |
Oj |
Ok |
Ol |
Om |
On |
Oo |
Op |
Oq |
Or |
Os |
Ot |
Ou |
Ov |
Ow |
Ox |
Oy |
Oz
 
Osa |
Osb |
Osc |
Osd |
Ose |
Osg |
Osh |
Osi |
Osk |
Osl |
Osm |
Osn |
Oso |
Osp |
Osr |
Oss |
Ost |
Osu |
Osv |
Osw |
Osy |
Osz
Die Liste der Biografien führt alle Personen auf, die in der deutschsprachigen Wikipedia einen Artikel haben. Dieses ist eine Teilliste mit 6 Einträgen von Personen, deren Namen mit den Buchstaben „Osz“ beginnt.

## Osz

### Osza
- Oszajca, Wacław (* 1947), polnischer Ordensgeistlicher (Jesuit), Theologe, Journalist, Publizist und Lyriker

### Oszl
- Oszlányi, Kornél (1893–1960), Offizier der Königlich Ungarischen Armee als Divisionskommandeur im Zweiten Weltkrieg

### Oszm
- Oszmella, Paul (1903–1967), deutscher Radrennfahrer

### Oszt
- Osztolykán, Ágnes (* 1974), ungarische Politikerin und Roma-Aktivistin
- Osztrics, István (* 1949), ungarischer Degenfechter

### Oszw
- Oszwald, Robert Paul (1883–1945), deutscher Publizist, Historiker und politischer Funktionär